# Hasen

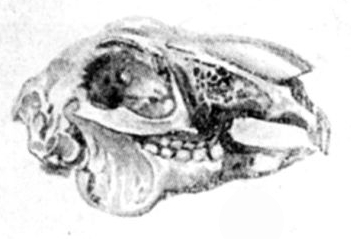
Hasenschädel

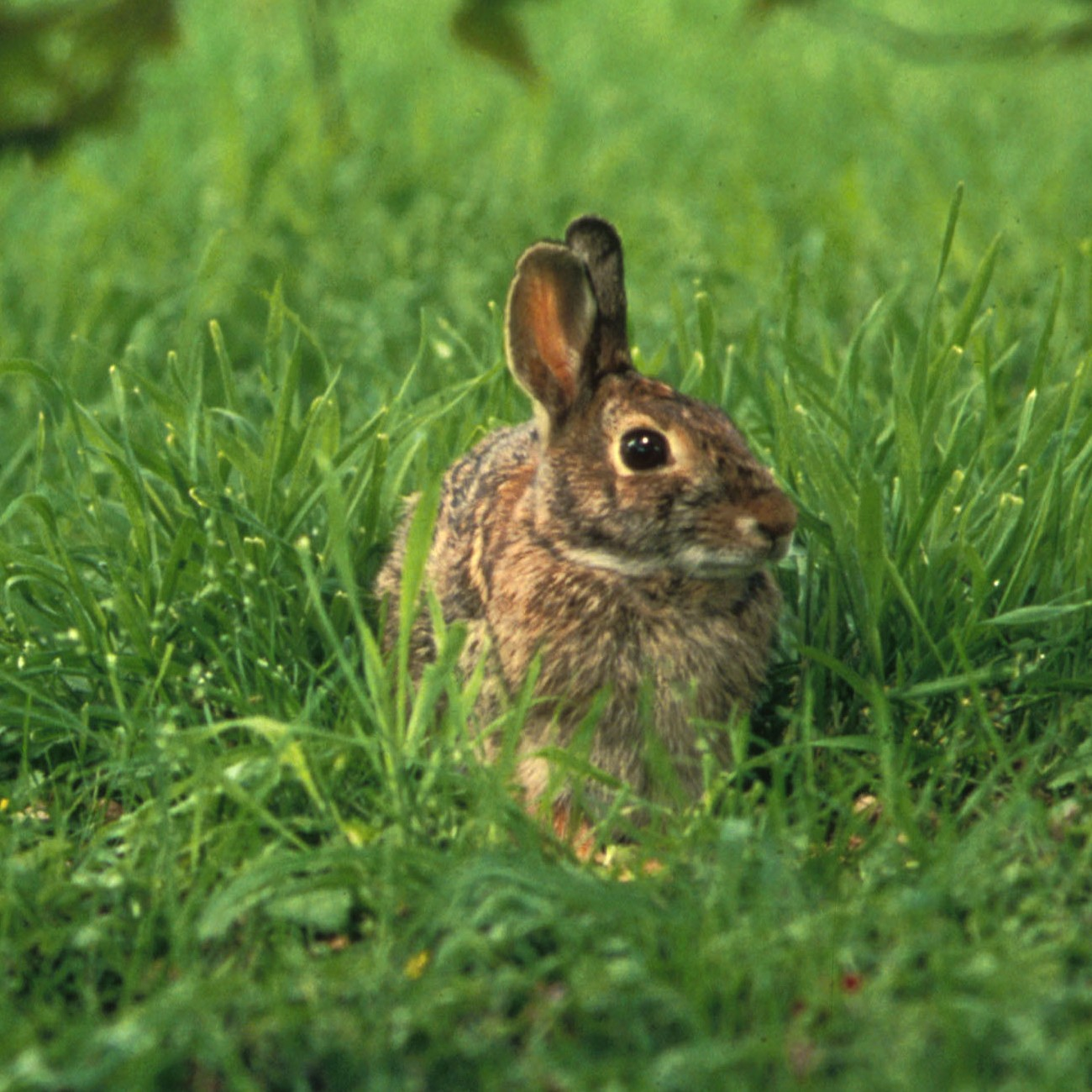
Florida-Waldkaninchen (Sylvilagus floridanus)

Die Hasen (Leporidae, von lateinisch lepus ‚Hase‘) sind eine Säugetierfamilie aus der Ordnung der Hasenartigen (Lagomorpha, von griechisch λαγός lagós oder λαγῶς lagôs ‚Hase‘ und μορφή morphḗ ‚Form, Gestalt‘). Zu den rund 55 Arten zählen beispielsweise der Feldhase und das Wildkaninchen bzw. dessen Zuchtformen, die Hauskaninchen.

## Verbreitung
Ursprünglich fehlten die Hasen im südlichen Südamerika, Australien und im ozeanischen Raum sowie auf abgelegenen Inseln. Heute sind die Vertreter dieser Familie auf allen Kontinenten mit Ausnahme der Antarktis zu finden, da sie von Menschen auch in Gebiete eingeschleppt wurden, in denen sie nicht heimisch waren.

## Beschreibung
Hasen erreichen eine Kopf-Rumpf-Länge von 25 bis 70 Zentimeter und ein Gewicht von 0,4 bis 7 Kilogramm. Die Fellfärbung variiert meist von weiß über grau bis bräunlich. Nicht alle Hasen haben die langen Ohren, die von den Echten Hasen bekannt sind, aber bei allen Arten sind sie länger als breit. Die Hinterbeine sind länger als die Vorderbeine und gut zum Laufen geeignet. Das Gesicht ist durch eine Y-förmige Spalte von der Oberlippe zu den Nasenlöchern gekennzeichnet, die namensgebend für die beim Menschen manchmal vorkommende „Hasenscharte“ war.

## Lebensweise
Hasen bewohnen eine Vielzahl von Lebensräumen, von der Tundra über Grasländer bis zu tropischen Wäldern. Es handelt sich weitgehend um dämmerungs- und nachtaktive Tiere, die, abhängig von der jeweiligen Spezies, in Gemeinschaft oder als Einzelgänger leben. Nur das Europäische Wildkaninchen gräbt einen Erdbau. Alle anderen Hasen suchen Schutz unter Sträuchern und Felsen oder bauen sich wie der in der Arktis lebende Schneehase einen Bau im Schnee.

### Ernährung
Hasen sind Pflanzenfresser, sie ernähren sich von Gräsern, Kräutern, Blättern und Blüten.  Sie zeigen ein Verhalten, bekannt als Caecotrophie: Außer einem normalen festen Kot erzeugen sie im Blinddarm einen vitaminhaltigeren weicheren Kot, der sofort nach der Ablage aufgenommen und geschluckt wird. Dieser wird in der Cardiaregion des Magens gesammelt und nochmals verdaut. Ein Teil der Nahrung passiert auf diese Art und Weise zweimal das Verdauungssystem und wird besser aufgeschlossen. Somit können die im Darm gebildeten Vitamine aufgenommen werden.

### Fortpflanzung
Generell sind Hasen durch eine hohe Fruchtbarkeitsrate gekennzeichnet. Mehrmals im Jahr kann das Weibchen Nachwuchs zur Welt bringen, die Tragzeit beträgt rund 25 bis 50 Tage, die Wurfgröße liegt bei durchschnittlich zwei bis acht, manchmal auch bis zu 15 Jungen. Die Jungen eines Wurfes werden in der Jägersprache als „Satz“ bezeichnet.

## Systematik

### Allgemeines
Hasen bilden zusammen mit den Pfeifhasen die Ordnung der Hasenartigen (Lagomorpha). Die systematische Stellung dieser Ordnung war lange umstritten, oft wurden die Tiere als Mitglied der Nagetiere angesehen.
Die Familie wird in zwei Unterfamilien mit elf Gattungen und rund 55 Arten unterteilt. Das nebenstehende Kladogramm zeigt die phylogenetische Verwandtschaft der einzelnen Gattungen innerhalb der Hasen auf. Es basiert auf molekularbiologischen Daten und wurde von Conrad A. Matthee et al. 2004 entwickelt.
Die Gattungen der Hasen sind (bei monotypischen Gattungen wird die einzige Art genannt):
- Zwergkaninchen (Brachylagus idahoensis) – die im Tierhandel angebotenen Zwergkaninchen sind indes keine Vertreter dieser Art, sondern eine Variante der Hauskaninchen
- Buschmannhase (Bunolagus monticularis)
- Borstenkaninchen (Caprolagus hispidus)
- Echte Hasen (Lepus) mit rund 30 Arten
- Streifenkaninchen (Nesolagus) mit 2 Arten, darunter das Sumatra-Kaninchen
- Wildkaninchen (Oryctolagus cuniculus) – alle bekannten Zuchtformen der Hauskaninchen stammen von dieser Art ab
- Ryukyu-Kaninchen (Pentalagus furnessi)
- Buschkaninchen (Poelagus marjorita)
- Rotkaninchen (Pronolagus) mit 4 Arten
- Vulkankaninchen (Romerolagus diazi)
- Baumwollschwanzkaninchen (Sylvilagus) mit über 20  Arten

### Hasen und Kaninchen
Die Unterteilung dieser Familie in Hasen und Kaninchen ist keine systematische.
„Kaninchen“ ist kein systematisches Taxon, „Hasen“ – nicht im Sinn der ganzen Familie (Leporidae), sondern als Gruppe von Arten oder Gattungen – nur dann, wenn sie auf die Gattung der Echten Hasen (Lepus) beschränkt bleibt. Manche Gattungen, die Rotkaninchen (Pronolagus) zum Beispiel, werden gelegentlich als Hasen, gelegentlich als Kaninchen bezeichnet. Dennoch lassen sich eine Reihe von Merkmalen anführen, die Einfluss darauf nehmen, ob eine Gattung bzw. eine Art als Hase oder Kaninchen bezeichnet wird:
- Hasen haben in der Regel längere Ohren und kräftigere Hinterbeine als Kaninchen.
- Kaninchen verstecken sich vor Fressfeinden in Unterschlüpfen. Hasen leben im freien Feld und fliehen bei Angriffen mit hoher Geschwindigkeit.
- Hasen sind in der Regel Einzelgänger, während manche Kaninchenarten, zum Beispiel das Wildkaninchen, gesellig leben.
- Neugeborene Kaninchen kommen nach kurzer Tragezeit (üblicherweise 27–30 Tage) nackt und blind zur Welt und sind Nesthocker, während neugeborene Hasen nach längerer Tragezeit (37–50 Tage) ein Fell und offene Augen haben und Nestflüchter und Ablieger sind.

### Sprachliche Besonderheit
Im Zusammenhang mit Hasenbraten und Hasengerichten wird auch der Begriff Wildhase gebraucht. Wildhase ist keine Klassifizierung.

## Kulturelle Rezeption

### Chinesischer Tierkreis
Der Hase ist das vierte Sternzeichen des chinesischen Tierkreises, welches einmal jährlich wechselt. 2023 ist ein Jahr des Hasen, dann wieder 2035.

### Menschliche Eigenschaften
Im Allgemeinen wird der Hase im europäischen Raum aufgrund seiner Scheu und seines Fluchtverhaltens mit den Eigenschaften Ängstlichkeit, teilweise auch Feigheit in Verbindung gebracht, was sich z. B. in den abschätzigen Begriffen „Hasenfuß“ oder „Angsthase“ ausdrückt. Andererseits drückt der Begriff „alter Hase“ den Respekt vor einem in seinem Fachgebiet Erfahrenen aus; er wird darauf zurückgeführt, dass ein altgewordener Hase viel Geschick erworben haben muss, um seinen Feinden zu entgehen. Umgekehrt wird ein Berufsanfänger gelegentlich mit einem „heurigen Hasen“ assoziiert.
In China werden dem Hasen hingegen andere Eigenschaften zugeschrieben; dies ist eng verknüpft mit den Legenden des dort verwendeten Tierkreises. Der Überlieferung nach war der Hase ursprünglich arrogant und fühlte sich den anderen Tieren wegen seiner Schnelligkeit überlegen, musste dann aufgrund seiner Nachlässigkeit anderen Tieren im Zodiak den Vortritt lassen. Mit dem Hasen (und damit auch mit in Jahren des Hasen Geborenen) verbindet man unter anderem Anpassungsfähigkeit, Friedensliebe, aber auch Cleverness bei der Durchsetzung der eigenen Ziele.

### Fruchtbarkeitssymbol
Wegen seiner zahlreichen Nachkommen galt der Hase bei den Germanen als Fruchtbarkeits- und auch Frühlingssymbol. Wohl hierauf ist die weitverbreitete Legende vom eierlegenden Osterhasen zurückzuführen.

### Heraldik
in der Heraldik ist der Hase mehrfach als Wappentier präsent. Siehe Hauptartikel: Hase (Wappentier)

### Redewendungen
- „Wo Fuchs und Hase sich Gute Nacht sagen“, muss es sich um einen sehr abgelegenen, einsamen Ort handeln.[6]
- „So läuft der Hase“ bedeutet im übertragenen Sinne, dass man die komplizierten Haken des fliehenden Hasen nachvollziehen kann.[6]
- „Da liegt der Hase im Pfeffer“. Diese bereits aus dem 13. Jahrhundert verbürgte Redewendung drückt aus, dass man die wahre Ursache oder den entscheidenden Punkt einer Sache verstanden hat. Hintergrund ist vermutlich, dass die kleinen, nicht filetierbaren Fleischstücke des Hasen in einer scharfen Brühe, dem sog. Hasenpfeffer, zubereitet wurden und nicht auf den ersten Blick als Bestandteile des Hasen erkennbar waren. Möglicherweise geht es aber auch darum, dass der Hase, wenn er im Hasenpfeffer liegt, eindeutig erlegt (und somit sein Verbleib geklärt) ist.[6][9][10][11]
- „Verrückt wie ein Märzhase“ ist eine aus Großbritannien kommende Redewendung (original: „mad as a march hare“), die sich auf das auffällige Verhalten von Hasen während der Paarungszeit im März bezieht. Der bereits im 16. Jahrhundert nachweisbare Ausdruck wurde vor allem durch Lewis Caroll bekannt, der den Märzhasen in seinem Roman „Alice im Wunderland“ auftreten lässt.[12][13][14]